# Joseph Okinczyc
Pour les articles homonymes, voir Okinczyc.
 (octobre 2019).
Joseph Okinczyc, né le 24 février 1879 à  né à Villepreux (Seine-et-Oise), fils du docteur Alexandre Okinczyc, et mort le 29 septembre 1952 à Saint-Chamassy (Dordogne), est un chirurgien français
Professeur agrégé de la faculté de médecine de Paris, membre de l'Académie Nationale de Chirurgie, il y est décrit par son collègue Jacques Mialaret comme "un chirurgien à la foi chevillée à l'âme".
Sa conférence faite à la Société des amis de Laennec le 20 octobre 1923 résume toutes les interventions sur un projet législatif de création d'un Ordre des médecins et d'un code de déontologie médicale.
En 1936, il vit avec son épouse Marie à Paris, au 6 rue de seine. Il est mort à Saint-Chamassy, à l'âge de 73 ans. 

## Publications
- Corporation et Médecine par le Docteur Joseph Okinczyc (Spes, 1939)
- Humanisme et Médecine par le Docteur Joseph Okinczyc (Coll. "Au service de l'Homme", Ed. Labergerie, Paris, 1936)
- Les Petites Règles de la Chirurgie Parfaite par Joseph Okinczyc (Ed. Masson et Cie, 1936)
- Publications du Dr Joseph Okinczyc (1879-1952)
- Précis de pathologie externe / Tête, cou, rachis par Joseph Okinczyc (Paris : J.B. Baillière et fils, 1916)